# Holophryxus acanthephyrae
Holophryxus acanthephyrae is een pissebed uit de familie Dajidae. De wetenschappelijke naam van de soort is voor het eerst geldig gepubliceerd in 1913 door Stephensen.